# 拜卡公司
拜卡公司，也叫巴伊卡尔公司，是土耳其的一家私营国防企业，专精于无人机、C4I和人工智能。

## 名称
公司名是巴伊拉克塔尔兄弟（土耳其语：Bayraktar Kardeşler）一词的缩写。该公司目前以拜卡科技（Baykar Teknoloji）和拜卡机械工贸公司（Baykar Makina Sanayi ve Ticaret A.Ş.）的名义运营。

## 公司历史[2]
公司成立于1984年，前身是Özdemir Bayraktar成立的Baykar Makina，是一家数控精密加工供应商分包商，主要目标是生产汽车零部件，如发动机、泵和备件，以确保汽车工业的本土化。在这个方向上成立的Baykar是一家由100%国内资本成立的工程公司。它在2000年才开始涉足无人驾驶飞行器的产业。2007年，Bayraktar迷你无人机是土耳其武装部队装备中第一个完全由国内资本生产的无人机系统。Baykar公司为此开展了研发活动，在其领域实现了开创性的生产，并通过生产子系统，实现了向土耳其国防工业提供技术支持。现今已经成长并开始出口包括Baykar无人机在内的武器系统。

## 业务范围
- 无人驾驶航空器系统
- 指挥、控制、通信、计算机和情报（C4I）。
- 模拟器系统
- 航空电子/子系统
- 有效载荷系统
- 软件
- 有效载荷和无人机操作员用户培训
- 售后服务
- 森林消防

## 产品
- 拜拉克塔尔TB2
- 拜拉克塔尔TB3（英语：Baykar Bayraktar TB3）
- 巴伊拉克塔尔红苹果无人机（ Kizilelma[3]